# Ficko
Ficko je priimek v Sloveniji, ki ga je po podatkih Statističnega urada Republike Slovenije na dan 1. januarja 2010 uporabljalo 613 oseb in je med vsemi priimki po pogostosti uporabe uvrščen na 426. mesto. Ficko je pogost v Prekmurju.

## Znani nosilci priimka
- Boštjan Ficko (*1974), rokometaš
- Branko Ficko (*1956), ekonomist in politik
- Jožef Ficko (1772—1843), rimskokatoliški duhovnik in pisatelj
- Katja Ficko Dolžan, pravnica
- Maja Ficko (r. Smolej) (*1940), lektorica francoščine, prevajalka
- Mitja Ficko (*1973), slikar, ilustrator
- Nada Ficko (1964 - 2021), podpolkovnica SV, članica Poveljstva sil
- Peter Ficko (*1936), geograf in etnolog, politik, publicist, pisec planinskih priročnikov
- Štefan Ficko, arhitekt
- Tjaša Ficko, podžupanja Ljubljane
- Tone Ficko, športni delavec, pedagog